# Idaea sympractor
Idaea sympractor är en fjärilsart som beskrevs av Louis Beethoven Prout 1932. Idaea sympractor ingår i släktet Idaea och familjen mätare. Inga underarter finns listade i Catalogue of Life.